# Exephanes terminalis
Exephanes terminalis är en stekelart som först beskrevs av Léon Abel Provancher 1874.  Exephanes terminalis ingår i släktet Exephanes och familjen brokparasitsteklar. Inga underarter finns listade i Catalogue of Life.